# Жјен сир Кир
Жјен сир Кир (фр. Gien-sur-Cure) насеље је и општина у источном делу централне Француске у региону Бургоња, у департману Нијевр која припада префектури Шато Шенон (град).
По подацима из 2011. године у општини је живело 111 становника, а густина насељености је износила 10,05 становника/km². Општина се простире на површини од 11,04 km². Налази се на средњој надморској висини од 641 метар (максималној 695 m, а минималној 584 m).

## Демографија
| 1962. | 1968. | 1975. | 1982. | 1990. | 1999. | 2011. |
| ----- | ----- | ----- | ----- | ----- | ----- | ----- |
| 148   | 170   | 161   | 138   | 100   | 102   | 111   |

График промене броја становника у току последњих година